# Дубоссарский район (Приднестровская Молдавская Республика)
Дубосса́рский райо́н (рум. Raionul Dubasari) — административно-территориальная единица непризнанной Приднестровской Молдавской Республики.

## История

Раздел Дубоссарского района

Дубоссарский район разделился в начале 1990-х годов, когда в результате вооружённого Приднестровского конфликта часть сёл Дубоссарского района ПМР перешли под контроль администрации Молдавии.
При этом в состав ПМР не вошли сёла правобережья Днестра:
1. Плато Устье: с. с. Устье, Голерканы, Оксентия, Маловата, Маркауцы, а также находящиеся в с. Устье примарии в изгнании из микрорайона Магала г. Дубоссары, ПМР); на территорию плато Устье — ПМР и её Дубоссарский район Приднестровской Молдавской Республики не претендует.
2. Из левобережных сёл не вошли в состав Дубоссарского района ПМР; но их считает своей законной территорией ПМР и её Дубоссарского района ПМР, но реальной властью не обладает:
2.1. Плато Кочиеры: сёла Кочиеры и Новая Маловата (с примарией в изгнании из с. Васильевка, ПМР),
а также изолированные от с. Кочиеры территории, окружённые заселёнными территориями, подчиняющимися ПМР:
— комплекс Дома престарелых в микрорайоне Коржево г. Дубоссары, ПМР, без права вывешивания флага и иной гос. символики Молдовы и официальной вывески
— примария Молдовы в с. Роги, занимающая часть классов Роговской школы ПМР, без права вывешивания флага и иной гос. символики Молдовы и официальной вывески
— примария Молдовы в микрорайоне Коржево, ПМР, занимающая одно из помещений детского садика в микрорайоне Коржево ПМР, без права вывешивания флага и иной гос. символики Молдовы и официальной вывески
2.2. Плато Кошница: сёла Кошница, Пырыта, Погребя и большая часть села Дороцкое (кроме птицефабрики «Пиазис» и окрестных с ней домов, подчиняющихся ПМР)
Эти населённые пункты плато Устье, плато Кочиеры, плато Кошница с 1992 года образуют свой Дубоссарский район Молдовы в изгнании.
В 1999 и 2002 годах в Молдове проводились административные реформы, в соответствии с которыми районное деление левобережной территории упраздняется, а территория сначала была объединена в Дубоссарский уезд, а затем получила статус автономного территориального образования (АТО) Приднестровье.
Однако властями ПМР обе реформы властей Молдовы были проигнорированы.

## Географическое положение
Географические координаты г. Дубоссары: 47°15′47″ с. ш., 29°9′39″ в. д.
Протяжённость с севера на юг — 48 км, а с запада на восток — 23 км.
Площадь Дубоссарского района ПМР — 397 км2.
Дубоссарский район расположен в центральной части ПМР на левом берегу Днестра. Граничит с Рыбницким и Григориопольским районами ПМР, Криулянским районом и Дубоссарским районом в изгнании Республики Молдовы и с Украиной — Красноокнянским районом Одесской области.

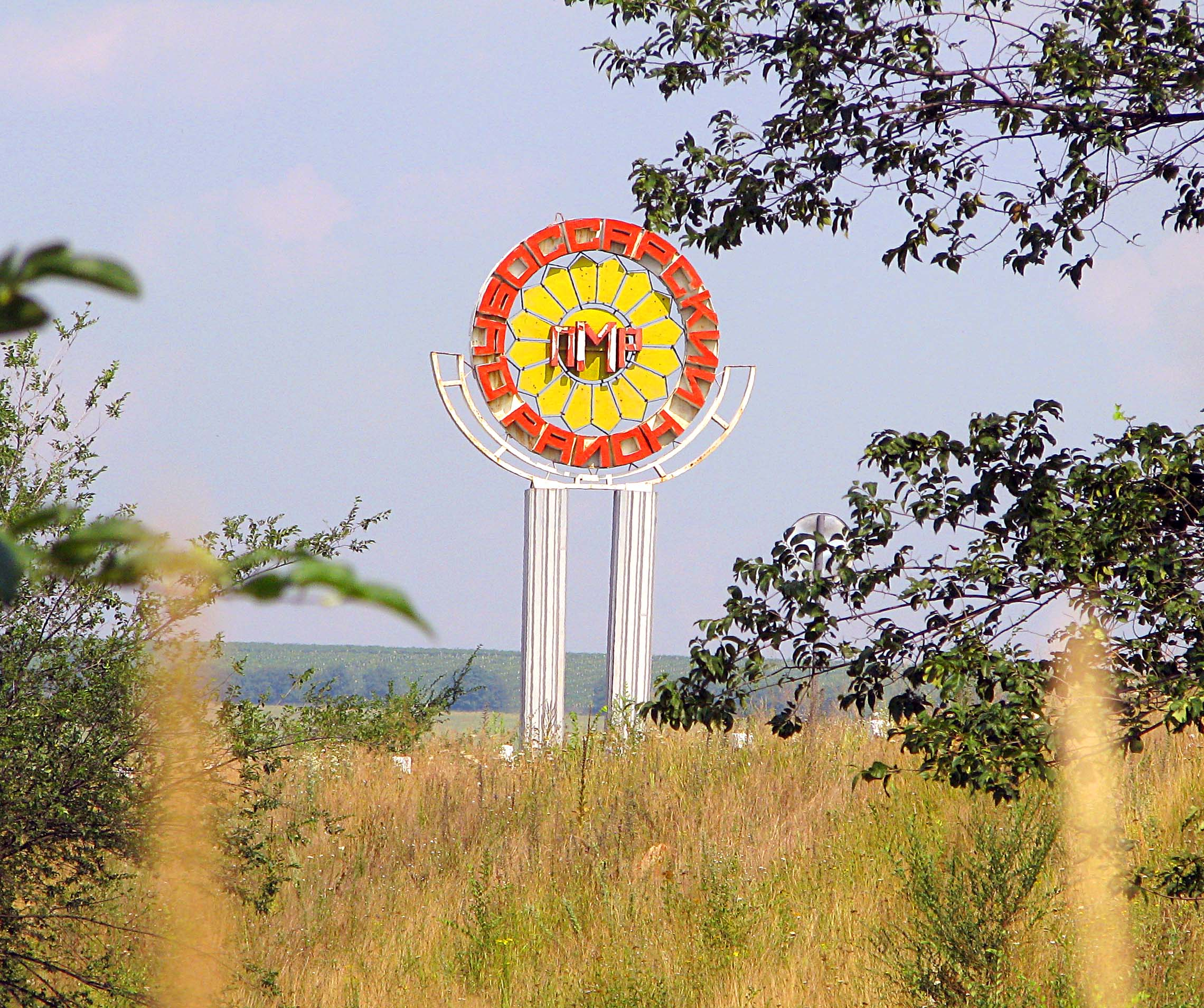

### Климат
г. Дубоссары и Дубоссарский район ПМР расположены в районе умеренно-континентального климата с короткой тёплой малоснежной зимой, с продолжительным жарким летом и небольшим количеством осадков. Среднегодовая величина природной солнечной радиации — 113ккал/см². Среднегодовая температура воздуха +10,6 ˚С. Господство тёплых воздушных масс с Атлантического океана.
Влагообеспеченность недостаточна и желательно орошение.
Зима тёплая и влажная (с постоянными оттепелями и многочисленными плюсовыми безморозными днями). Снежный покров маломощный и неустойчивый. Среднемесячная температура самого холодного месяца (января) около −1˚С, но в отдельные года (раз в десятилетие) возможны и морозы до недели до — 30˚С.
Весна характеризуется большой изменчивостью погоды (из зимы сразу в лето, и наоборот). Лето жаркое и засушливое. Осадки летнего периода чаще всего ливневого характера. Средняя температура самого жаркого месяца (июля) +24˚С, но максимальные температуры достигают отметки + 40˚С.
Осень тёплая и продолжительная (затяжное «бабье лето»). Среднесуточная температура воздуха ниже + 10˚С опускается лишь в октябре, а ниже + 5˚С — в середине ноября.
Дубоссарский район ПМР обладает огромными по потенциалу рекреационными природными ресурсами для отдыха и агроклиматическими ресурсами, благоприятствующими выращиванию многих теплолюбивых культур (виноград, абрикос, персик, сахарная свёкла, подсолнечник, помидоры, зелёный горошек и др.)

### Почвы
Преобладающим типом почв на территории Дубоссарского района ПМР являются чернозёмы (типичные, карбонатные, обыкновенные, выщелоченные), занимающие более 90 % земельных угодий. Широко развиты эрозионные процессы (многочисленны овраги по причине склоновых площадей холмов и летних ливней).

### Растительность
Естественная растительность занимает крайне незначительную площадь, в основном преобладает растительность, высаженная и оберегаемая человеком (в том числе берёза, ель), и природные лесостепи. Лесная растительность в виде широколиственных лесов среднеевропейского типа в поме Днестра (дуб черешчатый, осина, тополь, ива, клён полевой, вяз).
Пахотные земли — 9/10 от всей территории Дубоссарского района ПМР, леса сохранились в виде отдельных природных массивов и охраняются законодательство Приднестровской Молдавской Республики. На территории Дубоссарского района ПМР находится Дубоссарская степная равнина (местами сохранились участки на крупных склонах и неудобьях для пашни: типчак, ковыль, бородач, лопух, подорожник, мята, череда и всевозможные колючки, а также сохранившиеся от распашки на крутых каменистых склонах кустарники: терновник, боярышник, шиповник, степная вишня.

### Животный мир
Животный мир (несмотря на сравнительно небольшую площадь занимаемой территории Дубоссарским районом ПМР) довольно разнообразен: свыше 12 тысяч видов различных беспозвоночных и позвоночных животных, птиц, рыб, пресмыкающихся. Главные объекты любительской охоты: утка-кряква, чирок-трескунок, лысуха, бекас, обыкновенная горлица, фазан, перепел, сизый голубь. Доля зверей не велика: заяц-русак, лисица, ондатра, дикий кабан, косуля (на отстрел зверей необходима лицензия гос. органов Приднестровской Молдавской Республики).
Основные рыбы (в Днестре, озёрах, искусственных рыб. разводниках): сазан, карп, ёрш, серебристый карась, толстолоб, лещ, окунь, тарань, сельдь, синявка, бобой.
На берегах искусственного Гоянского залива (восточного отрога Дубоссарского водохранилища в устьях рек Ягорлык и в устье пересыхающей реки Сухой Ягорлык) — Приднестровский заповедник «Ягорлык» с известковыми склонами холмов на севере Дубоссарского района ПМР с уникальной флорой и фауной (в основном — змеи).

## Административно—территориальное деление
На территории Дубоссарского района ПМР имеется один город — Дубоссары и 9 сельских советов, подчинённых Дубоссарскому городскому совету народных депутатов ПМР.
Сельсоветы, подчиняющиеся непризнанному государству Приднестровская Молдавская Республика (ПМР):
- Гармацкий (село Гармацкое)
- Гоянский (сёла: Гояны, Ягорлык)
- Дзержинский (село Дзержинское)
- Дойбанский (сёла: Дойбаны-1, Дойбаны-2, Койково)
- Дубовский (сёла: Дубово, Новые Гояны, Васильевка)
- КрасноВиноградарский (сёла: Красный Виноградарь, Афанасьевка, Калиновка, Новая Александровка, Новая Лунга)
- Новокомиссаровский (сёла: Новокомиссаровка, Боска, Новая Кошница, Новая Погребя)
- Роговской (село Роги)
- Цыбулёвский (село Цыбулёвка)

Глава государственной администрации г. Дубоссары и Дубоссарского района — Ковалёв Фёдор Григорьевич.

## Население
По данным государственной службы статистики ПМР расчётная численность населения на 1 января 2019 года составляла 30 491 человек (мужчин — 13 740, женщин — 16 751), в том числе городское (в г. Дубоссары) — 22 800 человек.
На 1 января 2014 года составила 34 994 человека, в том числе городское (в г. Дубоссары) — 25 060 человек.
На 1 января 2010 года —  35 766 человек.
Национальный состав (перепись 2004 года):
- молдаване — 18763 чел. (49,70 %)
- украинцы — 10594 чел. (28,06 %)
- русские — 7125 чел. (18,87 %)
- белорусы — 185 чел. (0,49 %)
- болгары — 134 чел. (0,35 %)
- гагаузы — 92 чел. (0,24 %)
- немцы — 63 чел. (0,17 %)
- евреи — 46 чел. (0,12 %)
- другие — 447 чел. (0,18 %)
- Всего — 37749 чел. (100,00 %) по переписи 2004 года.

В г. Дубоссары и Дубоссарском районе ПМР преобладают народы славянской языковой группы (русские, украинцы, болгары, поляки, белорусы, чехи — всего 63 %), романской (молдаване — 33 %), тюркской (гагаузы — 2 %) языковых групп. Доля остальных народов (армяне, евреи, цыгане, немцы и т. д.) составляет 2 %.
Языком межнационального общения является русский язык (владеют 99,9 % населения на уровне первого или второго родного языка, в особенности в центре г. Дубоссары и в микрорайонах Малый Фонтан, Геологоразведка, Южный, Старый город, Второй участок, Промышленный; в русских сёлах Дзержинское, Гоян, в русско-украинских сёлах Красный Виноградарь, Калиновка, Афанасьевка, Дойбаны-I).
Так же распространены молдавский (с кириллической графикой) и украинский язык в остальных молдавских и молдавско-украинских сёлах восточной и северной части Дубоссарского района ПМР (крупнейшие: Цыбулёвка, Гармацкое, Дубово, Койково, Новокомиссаровка) и в северных и юго-восточных микрорайонах г. Дубоссары (Коржево, Павловка — молдавский; Магала — русский и молдавский; Большой Фонтан — русский и украинский; Буераки — украинский).

## Геологическое строение и полезные ископаемые
Дубоссарский район ПМР в геологическом отношении расположен на юго-западном склоне Восточно-Европейской платформы. Фундамент сложен кристаллическими породами. Тектоническая активность до 6-7 баллов (временами). В геологическом строении принимают участие отложения архея, протерозоя, палеозоя, мезозоя и кайнозоя. Основа минерально-сырьевой базы — нерудные ископаемые (цементное сырьё, естественные строительные материалы, артезианские и минеральные подземные воды). Добывается открытым способом гравий, стеновой камень (известняки среднего сармата), из нескольких месторождений глины и суглинки, пригодные для производства керамического сырья: фортана, кирпича, черепицы, бетоны марок «200» и «300».

## Экономика
Природные и социально-экономические факторы ПМР обусловили развитие многоукладной экономики, ведущее место в которой занимает энергетика, а также лёгкая и пищевая промышленность, торговля, сфера услуг населению, непроизводственная сфера, банковская сфера, сельское хозяйство; потребности в топливе и промышленных сырьевых ресурсах удовлетворяются за счёт импорта и собственных эне6ргетических ресурсов (Дубоссарская ГЭС).

### Промышленность
Главную роль в отраслевой структуре промышленности занимают нематериалоёмкие, неэнергоёмкие, но трудоёмкие отрасли промышленности, преимущественно — экспортной ориентации производства.
Промышленность представлена отраслями: электроэнергетика, лёгкая и пищевая.
Швейное производство — Дубоссарская швейная фабрика фирмы «ИнтерЦентрЛюкс». Электроэнергетика: Дубоссарская ГЭС (мощность 48 тыс. кВт), филиал ДнестрЭнерго (переименованный ВВЭС: Высоковольные электрические сети), филиал ЕРЭС (Единые распределительные электрические сети; переименованный ВЭС: Восточные электрические сети).

### Агропромышленный комплекс
АПК Дубоссарского района и г. Дубоссары ПМР включает в первую очередь растениеводство (зерновое хозяйство, садоводство, виноградарство, овощеводство) и животноводство (птицеводство, скотоводство, свиноводство). Значительная часть продукции растениеводства потребляется в свежем виде. Развиты и отрасли, осуществляющие переработку сельскохозяйственного сырья (пищевая промышленность: винно-коньячная, плодо-овоще-консервная).
Спад производства в АПК привел к значительному росту уровня безработицы в сёлах Дубоссарского района ПМР.
Площадь землепользования Приднестровской Молдавской Республики на территории Дубоссарского района ПМР (в том числе поля, на которые претендует Дубэсарский район Молдовы, но реально обрабатывающихся собственниками — сельхозпредприятиями ПМР, а не виртуальными собственниками из Молдовы, где было произведено «паевание» в духе МММ с раздачей приднестровских земель гражданам Молдовы из сёл Кошницкого плато, на которые их согласно ПМР пустить лишь при условиях заключения договора аренды (в гос. структурах ПМР) этих «спорных» земель с реальными собственниками ПМР, с выплатой им стоимости арендной платы) — 28953 га, из них:
1. сельхозугодия — 25910 га,
в том числе:
1.1. пашня — 21339 га,
1.2. многолетние насаждения — 2162 га,
1.3. пастбища — 2409 га,
1.4. сады (грецкие орехи, черешни, вишни, яблони, груши, абрикосы, персики, айва, шелковица, алыча, мирабеллы, сливы) — 968 га,
1.5. виноградники (более сотни различных сортов винограда) — 1127 га.
В растениеводстве ведущее место принадлежит зерновым культурам (озимая и яровая пшеница, кукуруза, рожь, ячмень, овёс) и подсолнечнику, а также овощам (томаты, капуста, лук, чеснок, баклажаны, гагашары), корнеплодам (сахарная свекла, морковь) и картофелю, винограду и фруктам, лекарственным и ароматическим травам и цветам, бахчевым (кабачки, арбузы, тыквы, дыни), ягодам (клубника, малина).

### Внешнеэкономические связи
В г. Дубоссары и Дубоссарском районе ПМР основные виды внешне-экономических связей: внешняя торговля, миграция рабочей силы, валютно-кредитные и финансовые операции, участие в международных выставках и ярмарках. Основную роль играет внешняя торговля с Италией, Молдовой, Россией, Германией, Украиной, Швейцарией, Беларусью. В последние годы наблюдается переориентация торговых потоков, шедших из Дубоссарского района ПМР в Молдову и далее в страны Евросоюза, на рынки России.
Экспортёр изделий лёгкой промышленности — Дубоссарская швейная фабрика (швейные изделия).
Из продуктов АПК в межгосударственный оборот поступают в первую очередь вермуты Дубоссарского винного завода «Букет Молдавии».

## Социальный сектор
В районе действуют 2 городских и 9 сельских Домов культуры, 8 клубов, 19 библиотек (5 городских и 14 сельских), историко-краеведческий музей, детские музыкальная и художественная школы с филиалами в сёлах Дойбаны, Койково, Гармацкое.
В системе здравоохранения работает центральная районная больница, районная поликлиника, женская консультация, стоматологическая поликлиника и множество стоматологических кабинетов по разным частям города, центр гигиены и эпидемиологии, крупные сельские участковые больницы с множеством отделений различной ориентации в сёлах Дойбаны-I и Цыбулевка, фельдшерско-акушерские пункты в подавляющем большинстве сёл Дубоссарского района ПМР.
Система образования представлена 44 образовательными учреждениями (средние и неполные средние школы, лицей, гимназия, городские и сельские музыкальные и художественные школы, 4 спортивные школы и несколько общественных спортивных организаций и учреждений (в том числе ДЮСШ олимпийского резерва по настольному теннису в г. Дубоссары; две базы на Днестре по подготовке гребцов высших спортивных достижений, клуб «Казачий» по подготовке чемпионов мира и стран СНГ по пауэр-лифтингу, центральный стадион, велобаза, шахматно-шашгечный клуб), которыми охвачено более 10 тысяч детей различного возраста. Более сотни детских садов ПМР в г. Дубоссары и в сёлах Дубоссарского района ПМР, туристические базы. Широко распространены по сёлам Дубоссарского района ПМР библиотеки и сельские клубы, вышки и отделения связи и Интернета «Интерднестрком» ПМР (не признаваемые Молдовой).

## Уроженцы Дубоссарского района
- Воронин, Владимир Николаевич — президент Молдавии
- Иов, Николай Александрович — приднестровский тяжелоатлет, пятикратный чемпион мира, восьмикратный чемпион Европы, четырёхкратный чемпион США, двукратный чемпион «Арнольд классик» среди юниоров, четырёхкратный чемпион Евразии, обладатель 27 рекордов мира и Европы, мастер спорта международного класса, мастер спорта Соединенных Штатов Америки.
- Канна, Ион (Иван Иванович) — молдавский писатель
- Корняну, Леонид Ефимович — молдавский писатель
- Склифосовский, Николай Васильевич — русский хирург
- Булат, Илья Михайлович (1933 — ?) — бригадир колхоза «Молдова» Оргеевского района Молдавской ССР. Герой Социалистического Труда (30.04.1966)[7].

## Археология
В 2010 году в овраге Байраки археологами были обнаружены две раннепалеолитические стоянки Байраки-I (730 тыс. лет) и Байраки-II (1 млн лет) Среди находок — кремнёвое скребло, нуклеус, кость древнего слона, мелкие отщепы и др.